# 321
Правління Костянтина Великого у Римській імперії. У Китаї правління династії Цзінь. В Індії починається період імперії Гуптів. В Японії триває період Ямато. У Персії править династія Сассанідів.
На території лісостепової України Черняхівська культура. У Північному Причорномор'ї готи й сармати.

## Події
- 20 березня — Римський імператор Костянтин Великий видав указ про святкування недільного дня, як вихідного на честь культу Sol Invictus.
- Костянтин Великий витісняє готів з берегів Дунаю і відбудовує міст Траяна.
- Александрійський синод засуджує аріанство.

## Народились
- Валентиніан I, майбутній римський імператор.